# Un Certain Regard
Un Certain Regard (phát âm tiếng Pháp: [œ̃ sɛʁtɛ̃ ʁəɡaʁ]; một góc nhìn đặc biệt) là một hạng mục trong danh sách tuyển chọn chính thức của Liên hoan phim Cannes. Nó được tổ chức tại salle Debussy, song song với cuộc chạy đua giành giải Cành cọ vàng.
Hạng mục này được Gilles Jacob giới thiệu lần đầu vào năm 1978. Mỗi năm, hạng mục này giới thiệu một danh sách các bộ phim với nhiều đề tài và phong cách khác nhau; những tác phẩm "truyền thống và khác biệt" mong muốn có được sự công nhận của cộng đồng quốc tế.

## Các phim giành giải chính
Năm 1998, Giải Un Certain Regard (tiếng Pháp: prix un certain regard) được giới thiệu trong hạng mục này nhằm công nhận các tài năng trẻ và để khuyến khích các tác phẩm mới và táo bạo. Giải thưởng này sẽ chọn ra một bộ phim và trợ cấp kinh phí phát hành tại Pháp cho tác phẩm đó.
Kể từ năm 2005, giải thưởng này có giá trị 30,000 euro do Tổ chức Groupama GAN tài trợ.
| Năm  | Phim                                                    | Đạo diễn                  | Quốc gia    |
| ---- | ------------------------------------------------------- | ------------------------- | ----------- |
| 1998 | Killer (Tueur à gages)                                  | Darezhan Omirbaev         | Kazakhstan* |
| 1999 | Beautiful People                                        | Jasmin Dizar              | Anh Quốc*   |
| 2000 | Things You Can Tell Just by Looking at Her              | Rodrigo García            | Colombia*   |
| 2001 | Boyhood Loves (Amour d'enfance)                         | Yves Caumon               | Pháp*       |
| 2002 | Blissfully Yours (Sud Senaeha)                          | Apichatpong Weerasethakul | Thái Lan*   |
| 2003 | The Best of Youth (La meglio gioventù)                  | Marco Tullio Giordana     | Ý*          |
| 2004 | Moolaadé                                                | Ousmane Sembène           | Sénégal*    |
| 2005 | The Death of Mr. Lăzărescu (Moartea domnului Lăzărescu) | Cristi Puiu               | România*    |
| 2006 | Luxury Car (Jiāng chéng xià rì)                         | Wang Chao                 | Trung Quốc* |
| 2007 | California Dreamin'                                     | Cristian Nemescu          | România     |
| 2008 | Tulpan                                                  | Sergey Dvortsevoy         | Kazakhstan  |
| 2009 | Dogtooth (Kynodontas)                                   | Yorgos Lanthimos          | Hy Lạp*     |
| 2010 | Hahaha                                                  | Hong Sang-soo             | Hàn Quốc*   |
| 2011 | Arirang                                                 | Kim Ki-duk                | Hàn Quốc    |
| 2011 | Stopped on Track (Halt auf freier Strecke)              | Andreas Dresen            | Đức*        |
| 2012 | After Lucia (Después de Lucía)                          | Michel Franco             | México*     |
| 2013 | The Missing Picture (L'Image manquante)                 | Rithy Panh                | Campuchia*  |
| 2014 | White God (Fehér isten)                                 | Kornél Mundruczó          | Hungary*    |

- = Denotes First Win for a Country